# Thierry Lincou
Thierry Lincou (* 2. April 1976 in Réunion) ist ein ehemaliger französischer Squashspieler.

## Karriere
Thierry Lincou wurde als erster Franzose sowohl Weltranglistenerster als auch Weltmeister im Squash. Im Januar 2004 erklomm er für zwei Monate erstmals die Spitze in der Rangliste, ehe er das komplette Jahr 2005 auf Platz eins geführt wurde. Im selben Jahr gewann er auch die PSA Super Series Finals. Lincou gelang es zudem seit September 2001 zehn Jahre lang, ununterbrochen in den Top Ten zu stehen. Seinen Karrierehöhepunkt erlebte er 2005 in Doha, wo er im Finale der Weltmeisterschaft seinen englischen Kontrahenten Lee Beachill knapp mit 3:2 bezwang. Mit der französischen Nationalmannschaft nahm er unter anderem 1999, 2001, 2003, 2005, 2007, 2009, 2011 und 2013 an Weltmeisterschaften teil. 2003 und 2009 wurde er Vizeweltmeister. Auf europäischer Ebene konnte er in den Jahren 2009 und 2010 bislang zweimal Europameister werden. Dabei profitierte er beide Male von der Aufgabe seines Landsmannes Grégory Gaultier. Mit elf Titeln ist er außerdem Rekordsieger bei den französischen Landesmeisterschaften. Am 31. August 2012 erklärte Lincou seinen Rücktritt vom Profisport. Nach seinem Karriereende begann er als Trainer zu arbeiten, unter anderem für die US-amerikanische Nationalmannschaft.
Thierry Lincou ist verheiratet und hat zwei Töchter sowie einen Sohn.

## Erfolge
- Weltmeister im Einzel: 2004
- Vizeweltmeister mit der Mannschaft: 2003, 2009
- Europameister im Einzel: 2009, 2010
- Vizeeuropameister mit der Mannschaft: 11 Finalteilnahmen (2000, 2002–2006, 2008–2010, 2012, 2013)
- Gewonnene PSA-Titel: 23
- 14 Monate Weltranglistenerster
- World Games: Silber 2005
- Französischer Meister: 11 Titel (1997–2003, 2005, 2007–2009)